# Нагорьевское сельское поселение (Ярославская область)
Наго́рьевское сельское поселение — упразднённое в 2018 году муниципальное образование в Переславском районе Ярославской области России. Административный центр — село Нагорье. В состав поселения входили 6 сельских округов — Андриановский, Дмитриевский, Загорьевский, Копнинский, Кубринский и Нагорьевский. Статус и границы сельского поселения установлены законом Ярославской области от 21 декабря 2004 года.

## История
Статус и границы сельского поселения установлены Законом Ярославской области от 21 декабря 2004 года № 65-з «О наименованиях, границах и статусе муниципальных образований Ярославской области».
13 июня 2018 года вышел Закон Ярославской области N 22-з об объединении трёх сельских поселений Переславского района и городского округа города Переславль-Залесский и к 1 января 2019 года городской округ был образован

## География

### Географическое положение
Нагорьевское сельское поселение расположено в западной части Переславского района. С юга поселение граничит с Сергиево-Посадским районом Московской области, с запада — с Калязинским районом Тверской области, с севера — с Угличским районом Ярославской области.
Площадь территории сельского поселения в его современных административных границах 104 900 га. Административный центр поселения село Нагорье находится в 47 км к северо-западу от районного города Переславля-Залесского и в 187 км от областного города Ярославля. Ближайшие железнодорожные станции: Калязин в 48 км (в Тверской области) и Берендеево в 62 км (в Переславском районе).

### Климат
Нагорьевское сельское поселение располагается в умеренно климатическом поясе.
Суммарный радиационный баланс положительный: средняя многолетняя годовая температура воздуха плюс 3-3,5 °С. Однако, в течение года количество тепла сильно меняется. Зимой баланс отрицательный (средняя температура января около минус 13,3 °С), летом же — положительный (в июле около плюс 18 °С).
На территории поселения в среднем выпадает 500—660 мм осадков в год, причём максимум их приходится на лето. Количество осадков превышает испарение, поэтому коэффициент увлажнения составляет 1,2-1,3. Таким образом, Нагорьевское сельское поселение находится в зоне достаточного и, периодами, избыточного увлажнении, что способствует развитию процессов заболачивания. Особенно это касается крупнейших низин, где выпадает больше осадков. Толщина снегового покрова около 30-70 см. Больше его скапливается в понижениях рельефа.
Преобладающие ветры связаны с общей циркуляцией атмосферы в умеренном поясе России. Поэтому чаще ветры дуют с юга, юго-запада. В теплые периоды года чаще, чем в холодные, повторяемость северо-западных, северных и северо-восточных ветров. Скорости ветра небольшие, в среднем 3,5-5 м/с, иногда сильные — 10-15 м/с, очень редки штормовые — более 15 м/с.

### Рельеф и гидрология

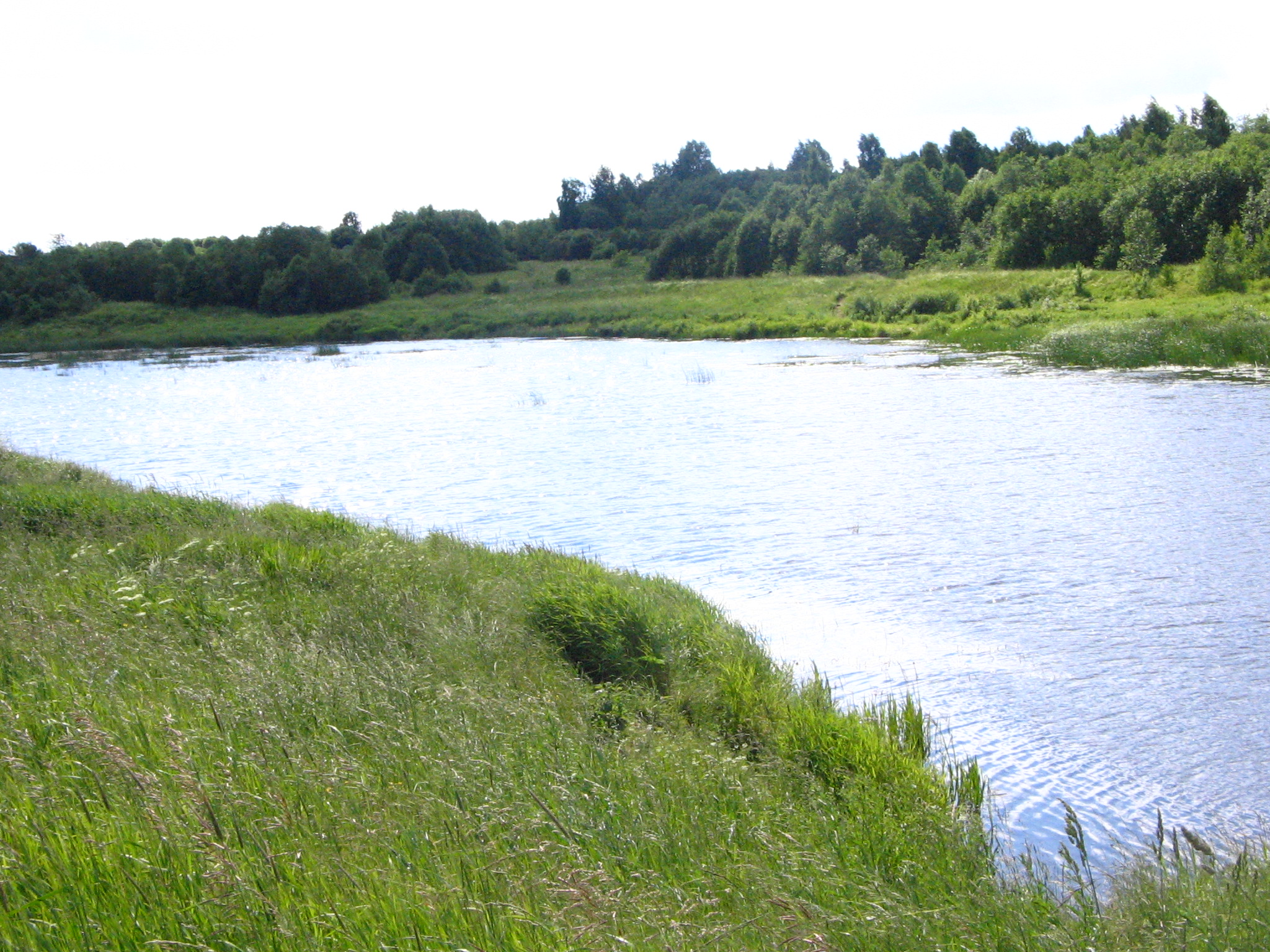
Река Нерль

Современный рельеф сложился в результате сложной аккумулятивной и эрозионно-аккумулятивной деятельности четвертичных оледенений, озёр и рек во время оледенений и после их прохождения. На территории сельского поселения представлены две основные геоморфологические единицы: отроги Клинско-Дмитровской гряды и Волжско-Нерльская низина.
Клинско-Дмитровская гряда занимает южную часть, сильно расчленена долинами малых рек и оврагами. Холмы относительной высоты от 30 до 60 м имеют плоские вершины и протяжённость до 200 м. На северо-востоке поселения находится самая высокая точка всей области — Тархов холм: 292,4 м над уровнем моря. Плоские заболоченные пространства — древние ложбины стока талых вод или места спущенных или заросших озёр на плоском водоразделе. Склоны холмов и межхолмные понижения расчленены оврагами и балками. Большинство оврагов закончило свой рост и превратилось в широкие ложбины с плоским дном.
Волжско-Нерльская водно-ледниковая низина представляет собой плоские слаборасчленённые, волнистые поверхности. Абсолютные отметки составляют от 140 до 160 м. Территория значительно заболочена.
Гидрографическая сеть Нагорьевского сельского поселения довольно густая и представлена малыми реками, ручьями. Наиболее крупные из них Нерль Волжская и её приток Кубрь; другие значительные реки бассейна Нерли: Сольба, Волинка, Кисьма, Сабля, Ворговаш, Мошница, Леоновская, Егобыжа.

### Инженерно-геологические условия
Инженерно-геологические условия территории довольно разнообразны и зависят от геологического строения и литологического состояния пород.
Из современных физико-геологических процессов наиболее распространёнными является боковая эрозия, ведущая к расширению русел путём размыва берегов рек. В основном размыву подвержены поймы рек. Местами боковая эрозия разрушает озёрные террасы и моренный массив.
Заболачивание появляется на всех геоморфологических уровнях. Моренная равнина заболочена слабо. В основном, развитие её происходит по ложбинам стока.
Гидрогеологические условия характеризуются недостаточными запасами пресных подземных вод. На рассматриваемой территории основным для водоснабжения может являться Валдайско-Московский аллювиально-озёрный-флювиогляциальный водоносный горизонт. Глубина залегания кровли этого водоносного горизонта изменяется от 6 до 23 м (преобладает 15 м), мощность водоносного горизонта изменяется от 5 до 30 м.

### Почвы
Рельеф, климатические условия и растительность способствуют распространению на большей площади сельского поселения подзолистых и, особенно, дерново-подзолистых почв. Подзолистые почвы хвойных лесов имеют небольшое распространение, только на участках сохранившихся реликтовых ельников-кисличников. Значительно разнообразие дерново-подзолистого типа почв.
В целом почвы сельского поселения не отличаются высоким плодородием, так как характерной особенностью дерново-подзолистых почв является небольшая мощность перегнойного горизонта (14-18 см), низкое содержание в нём гумуса, поглощённых оснований (5—26 мг.экв./100 г) повышенная кислая реакция и сильная распылённость пахотного слоя.

### Флора и фауна
В соответствии с зональной дифференциацией территория Нагорьевского сельского поселения принадлежит к подзоне хвойно-широколиственных лесов.
Растительность представлена четырьмя типами: лесным, луговым, болотным и водным. В качестве главных лесообразующих пород выступают мелколиственные породы — осина и берёза, а также хвойные — сосна и ель. Небольшими участками встречаются дуб, липа, ольха чёрная, ива козья. Наиболее крупные болотные системы подвергались осушению и торфоразработке, а также крупным торфяным пожарам. Степень антропогенной трансформации растительного покрова довольно высокая.
На территории сельского поселения отмечены около 300 видов позвоночных животных: около 60 видов млекопитающих, около 210 — птиц, не менее 10 — земноводных и пресмыкающихся, 16 — рыб. Из промысловых видов представлены следующие виды охотничьих животных: лось, кабан, бобр, барсук, заяц-беляк, заяц-русак, лиса, глухарь, тетерев, рябчик, а также, енотовидная собака, норка американская, белка, куница, горностай, ласка, хорь, вальдшнеп, кряква.

### Охрана природы
На территории поселения существует несколько категорий природоохранных объектов: особо охраняемые природные территории различного статуса, водоохранные и прибрежные защитные полосы, что требует внимательного отношения к охране природных ландшафтов.
- Нагорьевское болото: 1784 га; ландшафтный государственный природный заказник; расположено на водоразделе рек Сольба и Нерль в области конечных морен. Типичный массив низинного болота. Развиты различные древесно-травянистые растительные группировки. Присутствуют виды, включённые в Красную книгу Ярославской области (16 видов) из них 11 включены в Красную книгу России.
- Парк в деревне Елпатьево: 3 га.
- Парк в селе Загорье: 4 га.
- Долина реки Нерль: 800 га.
- Долина реки Кубрь с водохранилищем: 720 га[4].

### Экологическая безопасность
В целом по поселению основными загрязняющими веществами, поступающими в атмосферу, являются углеводороды, оксид углерода, диоксид азота, диоксид серы, твёрдые вещества. Благодаря невысокой численности населения, слабому развитию промышленности и транспорта, значительной лесистости и особенностям циркуляции атмосферы, процессы ухудшения среды обитания характеризуются низкой интенсивностью. По состояние воздушного бассейна Нагорьевское сельское поселение, как и весь Переславский район, относится к зоне умеренного потенциала загрязнения воздуха, то есть в пределах сельского поселения складываются примерно равновероятные условия, как для рассеивания примесей, так и для их накопления. В сельском поселении нет крупных источников загрязнения воздушного бассейна.
Основными источниками загрязнения поверхностных вод на территории сельского поселения, являются стоки сельхозпредприятий, промпредприятий, хозяйственно-бытовые стоки.
Природные ландшафты испытывают антропогенную нагрузку от промышленных предприятий и жилищно-коммунального хозяйства, скотоводства, автомобилей и нерегулируемой рекреации. Антропогенные воздействия на эту территорию выражаются в основном в техногенных воздействиях (загрязнение окружающей среды сбросами и выбросами загрязняющих веществ, нерациональное и несанкционированное ресурсопользование) и рекреационных нагрузках, которые имеют особенно ощутимые последствия в пределах поселения. Популярные места отдыха страдают от вытаптывания напочвенного покрова, костровищ, механических повреждений деревьев и кустарников, возникновения несанкционированных свалок бытовых отходов.
Одной из самых серьёзных экологических проблем для Ярославской области и Нагорьевского сельского поселения в частности является проблема обращения с отходами. Всё возрастающее количество отходов (в том числе опасных), отсутствие учёта, беспорядочное и бесконтрольное складирование оказывает отрицательное воздействие на состояние здоровья населения и на окружающую среду. Бытовые отходы Нагорьевского сельского поселения содержат заметно меньшее количество компостируемых веществ, потому что они, как правило, вносятся в почву, идут на корм скоту или сжигаются на местах в кострах и отопительных печах.

## Население
| 1970   | 1979    | 1989  | 2002  | 2006  | 2007  | 2010  |
| ------ | ------- | ----- | ----- | ----- | ----- | ----- |
| 13 406 | ↘10 460 | ↘9006 | ↘6650 | ↘6378 | ↘6373 | ↘5748 |
| 2011   | 2012    | 2013  | 2014  | 2015  | 2016  | 2017  |
| ↘5724  | ↘5573   | ↘5458 | ↘5394 | ↘5320 | ↘5237 | ↘5164 |
| 2018   |         |       |       |       |       |       |
| ↘5075  |         |       |       |       |       |       |

В настоящее время продолжается убыль сельского населения как за счёт превышения уровня смертности над уровнем рождаемости, так и за счёт миграции сельской молодёжи в города. Основные причины этого — экономически неблагоприятные условия жизни и отсутствие возможностей для большинства сельской молодёжи решать свои жилищные и бытовые проблемы. Доступность многих бытовых благ в городе и более высокие доходы делают непривлекательным сельский образ жизни и для сельской, и для городской молодёжи.
Возрастные группы населения представлены следующим образом: моложе трудоспособного возраста — 833 чел.; трудоспособного возраста — 3351 чел.; старше трудоспособного возраста — 1997 чел.
Рынок труда, 2007 год, чел. / %:
| Сельские округа | Сельское хозяйство | Промышленность | Прочие (ЖКХ, транспорт, авто, ж/д) | Обслуживание (образование, здравоохранение, торговля и пр.) |
| --------------- | ------------------ | -------------- | ---------------------------------- | ----------------------------------------------------------- |
| Андриановский   | 28 / 60,9          |                | 7 / 15,2                           | 11 / 23,9                                                   |
| Дмитриевский    | 28 / 31,8          |                |                                    | 62 / 70,5                                                   |
| Загорьевский    | 55 / 64,7          |                |                                    | 30 / 35,3                                                   |
| Копнинский      | 53 / 73,6          |                |                                    | 19 / 26,4                                                   |
| Кубринский      |                    |                | 40 / 17,8                          | 185 / 82,2                                                  |
| Нагорьевский    | 137 / 29,8         | 83 / 18,0      | 20 / 4,3                           | 220 / 47,8                                                  |

Трудоспособное население составляет 3351 человек (54,2 %), из них занятые в экономике на территории поселения (по месту жительства) — 976 человек (15,8 %), работающие пенсионеры — 65 (1,1 %), работающие на выезде (Сергиев Посад и Москва, а также другие близлежащие населённые пункты) — 2375 (38,4 %), население в трудоспособном возрасте, не участвующее в общественном производстве — 335 (7 %). Отсюда видно, что в поселении существует нехватка рабочих мест.
С особенностями природного характера, наличием удобных транспортных связей с Москвой связано то, что Нагорьевское сельское поселение рассматривается жителями Москвы, как территория рекреационного и дачного освоения. Численность населения Нагорьевского сельского поселения с ранней весны до поздней осени практически утраивается в сравнении с зимними месяцами за счёт владельцев многочисленных дач, в которые превратились сельские дома. Часто встречаются деревни, в которых присутствует лишь несколько постоянно проживающих, но, как правило, дома содержатся в хорошем состоянии.

## Состав сельского поселения
| №   | Населённый пункт       | Тип населённого пункта       | Население | Сельский округ |
| --- | ---------------------- | ---------------------------- | --------- | -------------- |
| 1   | Ананкино               | деревня                      | →2        | Андриановский  |
| 2   | Ананьино               | деревня                      | ↗1        | Копнинский     |
| 3   | Андрианово             | село                         | ↘193      | Андриановский  |
| 4   | Бережки                | деревня                      | →0        | Загорьевский   |
| 5   | Березники              | деревня                      | ↘4        | Загорьевский   |
| 6   | Боняково               | деревня                      | →0        | Нагорьевский   |
| 7   | Ботогово               | деревня                      | ↘12       | Дмитриевский   |
| 8   | Брынчаги               | деревня                      | ↘22       | Дмитриевский   |
| 9   | Бурцево                | деревня                      | →8        | Загорьевский   |
| 10  | Вехово                 | деревня                      | ↘5        | Нагорьевский   |
| 11  | Воронкино              | деревня                      | ↘25       | Нагорьевский   |
| 12  | Вороново               | деревня                      | ↘46       | Дмитриевский   |
| 13  | Воскресенка            | деревня                      | ↘2        | Загорьевский   |
| 14  | Выползово              | деревня                      | →0        | Загорьевский   |
| 15  | Высокуша               | деревня                      | ↗7        | Загорьевский   |
| 16  | Гаврилково             | деревня                      | ↗3        | Копнинский     |
| 17  | Головинское            | деревня                      | ↘25       | Андриановский  |
| 18  | Горбаново              | деревня                      | ↘4        | Загорьевский   |
| 19  | Горбанцево             | деревня                      | ↘8        | Загорьевский   |
| 20  | Горицы                 | деревня                      | ↘5        | Загорьевский   |
| 21  | Горохово               | деревня                      | ↘65       | Дмитриевский   |
| 22  | Григорово              | деревня                      | ↘37       | Андриановский  |
| 23  | Гулино                 | деревня                      | ↘13       | Дмитриевский   |
| 24  | Даратники              | деревня                      | ↗13       | Загорьевский   |
| 25  | Дмитриевское           | село                         | ↗141      | Дмитриевский   |
| 26  | Долгово                | деревня                      | ↘26       | Загорьевский   |
| 27  | Дреплево               | деревня                      | ↗10       | Загорьевский   |
| 28  | Дубнево                | деревня                      | ↘21       | Дмитриевский   |
| 29  | Евстигнеево            | деревня                      | ↘4        | Нагорьевский   |
| 30  | Елпатьево              | деревня                      | ↘10       | Нагорьевский   |
| 31  | Ермово                 | село                         | ↘0        | Андриановский  |
| 32  | Жданово                | деревня                      | ↘3        | Загорьевский   |
| 33  | Желтиково              | деревня                      | ↘18       | Копнинский     |
| 34  | Загорье                | село                         | ↘189      | Загорьевский   |
| 35  | Захарово               | деревня                      | ↘2        | Андриановский  |
| 36  | Иванцево               | деревня                      | ↘5        | Дмитриевский   |
| 37  | Измайлово              | деревня                      | ↘1        | Копнинский     |
| 38  | Калинкино              | деревня                      | ↘0        | Андриановский  |
| 39  | Камышево               | деревня                      | ↘1        | Копнинский     |
| 40  | Кисьма                 | деревня                      | ↗10       | Загорьевский   |
| 41  | Кишкино                | деревня                      | ↘6        | Загорьевский   |
| 42  | Климово                | местечко                     | →0        | Копнинский     |
| 43  | Колокарёво             | деревня                      | ↘83       | Загорьевский   |
| 44  | Копнино                | село                         | ↘166      | Копнинский     |
| 45  | Коргашино              | деревня                      | ↘2        | Дмитриевский   |
| 46  | Кормолиха              | деревня                      | ↗6        | Загорьевский   |
| 47  | Коробово               | деревня                      | ↘2        | Нагорьевский   |
| 48  | Кубринск               | село                         | ↘1593     | Кубринский     |
| 49  | Кубрянское лесничество | посёлок                      | ↗36       | Андриановский  |
| 50  | Кудрино                | деревня                      | ↘21       | Загорьевский   |
| 51  | Липовцы                | деревня                      | ↘5        | Загорьевский   |
| 52  | Лисавы                 | деревня                      | ↘9        | Андриановский  |
| 53  | Лихарево               | деревня                      | →3        | Нагорьевский   |
| 54  | Лосниково              | деревня                      | ↘17       | Дмитриевский   |
| 55  | Лось                   | посёлок                      | ↘30       | Андриановский  |
| 56  | Лучинское              | село                         | ↘0        | Дмитриевский   |
| 57  | Малое Ильинское        | село                         | ↘3        | Дмитриевский   |
| 58  | Маншино                | деревня                      | ↗9        | Нагорьевский   |
| 59  | Маринкино              | деревня                      | →0        | Андриановский  |
| 60  | Матвеевка              | деревня                      | ↘7        | Загорьевский   |
| 61  | Меленки                | деревня                      | ↘9        | Нагорьевский   |
| 62  | Мериново               | деревня                      | ↘17       | Копнинский     |
| 63  | Местилово              | деревня                      | ↘18       | Дмитриевский   |
| 64  | Микляево               | деревня                      | ↘68       | Дмитриевский   |
| 65  | Михальцёво             | деревня                      | ↘1        | Нагорьевский   |
| 66  | Михеево                | деревня                      | →2        | Загорьевский   |
| 67  | Мишутино               | деревня                      | →2        | Нагорьевский   |
| 68  | Мшарово                | посёлок                      | ↘41       | Копнинский     |
| 69  | Мясищево               | деревня                      | ↘18       | Дмитриевский   |
| 70  | Мясоедово              | деревня                      | ↘1        | Копнинский     |
| 71  | Нагорье                | село, административный центр | ↘1775     | Кубринский     |
| 72  | Нестерово              | деревня                      | ↘7        | Нагорьевский   |
| 73  | Николо-Царевна         | село                         | ↘1        | Дмитриевский   |
| 74  | Новое Волино           | деревня                      | ↘2        | Дмитриевский   |
| 75  | Новое Селезнево        | деревня                      | ↘0        | Загорьевский   |
| 76  | Огорельцево            | деревня                      | →12       | Копнинский     |
| 77  | Панское                | деревня                      | →1        | Нагорьевский   |
| 78  | Паньково               | деревня                      | ↘10       | Андриановский  |
| 79  | Петрилово              | деревня                      | ↘7        | Загорьевский   |
| 80  | Петухово               | деревня                      | →14       | Дмитриевский   |
| 81  | Пешково                | деревня                      | ↘8        | Загорьевский   |
| 82  | Поповское              | деревня                      | ↘6        | Дмитриевский   |
| 83  | Починки                | деревня                      | →14       | Андриановский  |
| 84  | Пылайха                | деревня                      | ↘0        | Загорьевский   |
| 85  | Рахманово              | село                         | ↘162      | Дмитриевский   |
| 86  | Родионово              | деревня                      | ↗31       | Дмитриевский   |
| 87  | Сараево                | деревня                      | ↘18       | Нагорьевский   |
| 88  | Свечино                | деревня                      | ↘28       | Загорьевский   |
| 89  | Святово                | деревня                      | ↘76       | Копнинский     |
| 90  | Сидорково              | деревня                      | ↘1        | Копнинский     |
| 91  | Ситницы                | деревня                      | ↗4        | Нагорьевский   |
| 92  | Слепцово               | деревня                      | ↘1        | Нагорьевский   |
| 93  | Сольба                 | местечко                     | ↘42       | Нагорьевский   |
| 94  | Старово                | деревня                      | ↘10       | Дмитриевский   |
| 95  | Старое Волино          | деревня                      | →0        | Загорьевский   |
| 96  | Старое Селезнево       | деревня                      | ↘1        | Загорьевский   |
| 97  | Степанцево             | деревня                      | →20       | Копнинский     |
| 98  | Тархов Холм            | деревня                      | →9        | Загорьевский   |
| 99  | Торчиново              | деревня                      | →0        | Дмитриевский   |
| 100 | Тощебылово             | деревня                      | ↗16       | Нагорьевский   |
| 101 | Тукаленка              | деревня                      | ↘0        | Дмитриевский   |
| 102 | Фалисово               | деревня                      | ↘61       | Андриановский  |
| 103 | Федосово               | деревня                      | ↗9        | Копнинский     |
| 104 | Фомино                 | деревня                      | →3        | Копнинский     |
| 105 | Фонинское              | деревня                      | ↘227      | Дмитриевский   |
| 106 | Хмельники              | село                         | ↗16       | Андриановский  |
| 107 | Хороброво              | деревня                      | ↘13       | Андриановский  |
| 108 | Чильчаги               | деревня                      | ↘18       | Андриановский  |
| 109 | Ширяйка                | деревня                      | ↘9        | Дмитриевский   |

## Экономика

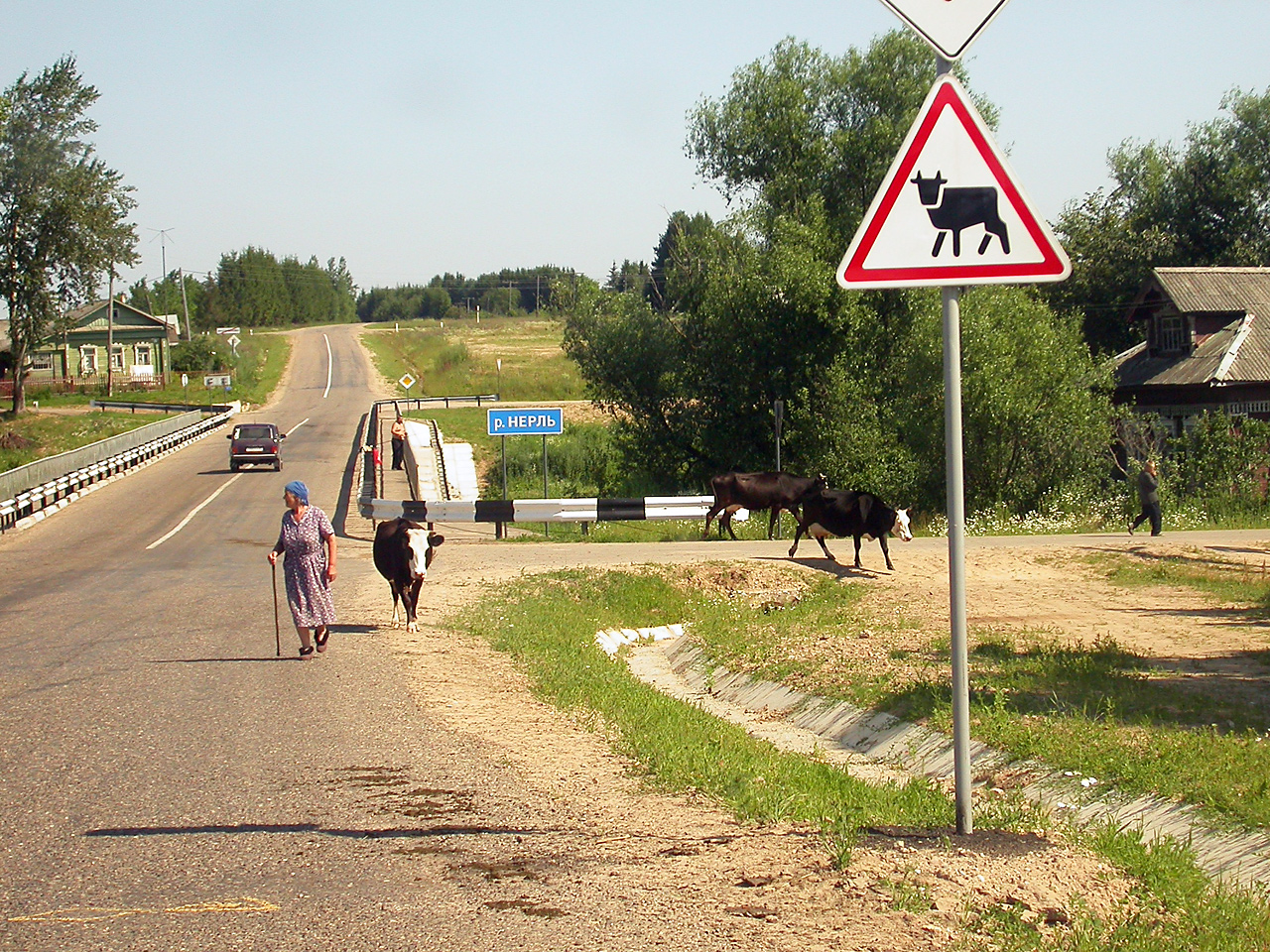
Мост через Нерль в Андрианово

На территории поселения по состоянию на 2007 год функционировало 18 сельскохозяйственных организаций, 1 по добыче полезных ископаемых, 5 обрабатывающих производств, 2 строительные организации, 8 организаций торговли, 3 организации по операциям с недвижимостью, по одной организации в сферах медицины, спорта и финансов. На реке Нерли в 2005 году была построена уникальная для Центральной России Хоробровская малая гидроэлектростанция.
Сельское хозяйство специализируется на производстве мяса крупного рогатого скота, молока и фуражного зерна. В агропромышленном комплексе отмечается сокращение сельскохозяйственного производства в течение длительного периода. Только 3-4 предприятия имеют небольшой запас финансовой прочности. Остаётся недостаточным уровень притока инвестиционных ресурсов в сельскохозяйственное производство.
Доходная часть бюджета Нагорьевского сельского поселения в 2008 году составила 15,8 млн руб., в том числе поселение получило субсидии и субвенции из областного бюджета на сумму 10,7 млн.руб. Этой суммы явно недостаточно для устойчивого социально-экономического развития поселения. Бюджетная обеспеченность 1 жителя поселения составляет приблизительно 2,5 тыс. руб., что меньше чем в Пригородном сельском поселении — 3 тыс. руб., и Рязанцевском сельском поселении — 2,8 тыс. руб.

## Транспорт
Конфигурация сети автомобильных дорог имеет линейную структуру. Часть населённых пунктов с постоянно проживающим населением не имеют круглогодичных связей с административным центром. Общая протяжённость автомобильных дорог по состоянию на 1 января 2008 года составляет 297 км, в том числе областного значения 178 км, местного 120 км (из них 72 км — вне границ населённых пунктов — 48 км — в границах населённых пунктов).
Основными автодорогами поселения являются: на восток Нагорье — Переславль-Залесский с выходом на трассу М8 на Ярославль; на юг и запад Нагорье — трасса Р104 и далее на Калязин или Сергиев Посад с выходом на трассу М8 на Москву; на север Нагорье — трасса Р153 на Углич. Автомобильная связь с городом Сергиев Посад является более активной и насыщенной, нежели автодорога, соединяющая Нагорье с районным центром Переславлем-Залесским.
Кроме дорог регионального значения, находящихся в государственной собственности Ярославской области, на территории поселения имеются дороги, ранее входившие в перечень ведомственных дорог и с утратой юридического статуса и имущественных прав отдельных ведомственных организаций, стали бесхозными. В условиях ограниченного финансирования дорожных работ с каждым годом увеличивается протяжённость дорог, требующих ремонта. В результате разрушения таких дорог идут прогрессирующими темпами, а стоимость их ремонта становится сопоставимой со стоимостью новых дорог. Дороги, связывающие населённые пункты поселения и проходящие по ним в основном грунтовые, требуют капитального ремонта, а в некоторых направлениях необходима реконструкция.
На дорогах поселения имеются 18 мостов общей протяжённостью 478 метров.

## Инженерная инфраструктура
По территории Нагорьевского сельского поселения проходят электролинии 35 кВ от подстанции (ПС) Батькики, ПС Купань — ПС Нагорьевская; от ПС Нагорьевская на ПС Сараево на ПС Заозёрье.
Населённые пункты поселения обслуживает автоматическая телефонная станция. Число абонентов стационарной телефонной связи сельского поселения на 1 января 2008 года составляет 78 % абонентов, в том числе среди населения 61 % абонентов, от общего числа жителей, при средней телефонной плотности 15 телефонов на 100 жителей.
Населённые пункты поселения обеспечены проводным радиовещанием от действующего радиоузла в Ярославле. Радиосеть выполнена двухзвенной, в основном воздушной, на стойках и собственных опорах. Общая нагрузка составляет около 6218 радиоточек.
Поселение находится в зоне уверенного приёма телевизионных программ от телецентра Ярославля. В поселениях действует традиционная схема приёма телевизионных передач — СКПТ (одна антенна на подъезд или индивидуальный дом).
Усадебная застройка населённых пунктов поселения имеет индивидуальные источники тепла — теплогенераторы на природном газе и местных видах топлива (печи, котлы). Централизованное теплоснабжение многоквартирной застройки и производственных предприятий поселения осуществляется от котельных, которые расположены: Нагорье (центральная, № 2, школьная), Кубринск (поселковая, больничная), Загорье (школьная), Лось (поселковая), Дмитриевское (школьная), Рахманово (школьная, детсадовская), Копнино (администрации). Котельные работают локально на свою зону. Подача тепла осуществляется по тепловым сетям протяженностью около 14 км (в двухтрубном исчислении), из которых отработали свой ресурс и требуют реконструкции 80 % теплопроводов.
Подача сжиженного углеводородного газа потребителям осуществляется от ГРС Глебовское (газонаполнительной станции) (Рвых = 1,2 Мпа) до ПГБ Кубринск (Рвых = 0,99 Мпа). Большинству жителей поставляется газ в баллонах.
Источниками хозяйственно-питьевого водоснабжения поселения, в основном, являются подземные воды и открытый водозабор из реки Нерль в посёлке Лось. Очистные сооружения водопровода либо отсутствуют, либо нуждаются в реконструкции. В населённых пунктах Лось, Загорье, Кубринск и Нагорье действует централизованная система хозяйственно-питьевого и противопожарного водоснабжения низкого давления с питанием от артезианских скважин. Питание сети водопровода осуществляется из 10 артезианских скважин. Водопроводных сетей по всему поселению 17,4 км. В границах усадебной застройки на сетях водопровода установлены водоразборные колонки. При отсутствии сетей пользуются водой из шахтных и трубчатых колодцев. Основной проблемой эксплуатации водопроводной сети является износ труб, запорной арматуры, насосных агрегатов и оборудования, который составляет порядка 90-95 %. Подземные источники водоснабжения не соответствуют по содержанию вредных химических веществ (железа) гигиеническим требованиям. Имеющиеся очистные сооружения не могут обеспечить очистку всего объёма добычи воды.
В населённых пунктах Лось, Загорье, Кубринск и Нагорье действует централизованная система бытовой канализации, которая охватывает жилую застройку, предприятия соцкультбыта и промпредприятия. Протяжённость канализационных сетей составляет 13,8 км. Процент износа сетей составляет 90 %. В остальных поселениях централизованная канализация отсутствует. Жидкие нечистоты, как правило, утилизируются в пределах придомовых участков.

## Социальная сфера
Наличие общей площади жилого фонда на территории поселения на 1 января 2007 года составляет 197 151,7 м², в том числе частный жилой фонд — 149 163,3 м². Обеспеченность общей площадью 1 жителя составляет 32,19 м². Наименьшая обеспеченность жильём наблюдается в Андриановском сельском округе — 12,52 м² на человека. Преобладает деревянная застройка. Техническое состояние жилого фонда села Нагорье по сравнению с другими населёнными пунктами несколько благополучнее, что объясняется сравнительно небольшими сроками эксплуатации зданий, поскольку большая часть жилья построена во второй половине XX века.
В результате резкого спада сельскохозяйственного производства и ухудшения финансового положения социальная сфера на селе находится в кризисном состоянии, увеличилось отставание села от города по уровню и условиям жизни.
Объекты культурно-бытового обслуживания расположены в наиболее густонаселённых пунктах, таких как Нагорье, Загорье, Колокарёво, Копнино, Андрианово, Дмитриевское и Кубринск. Основная часть современной сети предприятий и учреждений обслуживания была создана в период активного строительства в 1970—1980-е годы.
В Андриановском сельском округе имеется дом культуры, библиотека, магазины (общая торговая площадь 70 м²), почта и аптека. В Дмитриевском сельском округе имеется три клуба и три библиотеки. В Загорьевском сельском округе также имеется средняя образовательная школа, дом культуры, библиотеки, магазины (общая торговая площадь 90 м²), бар-кафе, предприятие бытового обслуживания, 2 амбулатории и почта. В Копнинском сельском округе имеется средняя образовательная школа, библиотека, магазины (общая торговая площадь 132 м²), ФАП и почта. В Кубринском сельском округе имеется средняя образовательная школа, детский сад, библиотека, дом культуры и дом юного техника, больница, баня, магазины (общая торговая площадь 390 м²), аптека, почта и сберкасса. В Нагорьевском сельском округе имеется средняя образовательная школа, детский сад, библиотеки, дом культуры, баня, магазины (общая торговая площадь 500 м²), спортивный зал при школе площадью 153 м², стадион площадью 0,7 га, предприятие общепита, больница, аптека, почта и сберкасса.

## Достопримечательности

### Памятники истории и культуры
Объекты культурного наследия (памятники истории и культуры) регионального значения:
- 7601146000 Могила адмирала Г. А. Спиридова, 1713—1790 гг., с. Нагорье.
- 7600375000 Памятник адмиралу Г. А. Спиридову, 1973 г., с. Нагорье.

Памятники истории и культуры без статуса охраны:

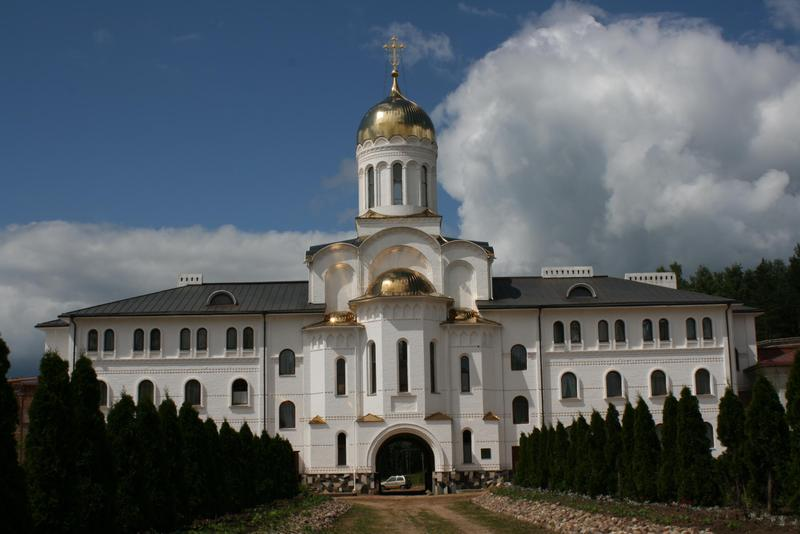
Николо-Сольбинский монастырь

- Церковь Николая Чудотворца: храм, ограда с башнями, сторожка; с. Андрианово, 1796—1802, вторая половина XIX в.
- Церковь Богоявления, д. Выползово, 11790.
- Церковь Спаса Нерукотворного, с. Даратники, 1793.
- Церковь Дмитрия Солунского, с. Дмитриевское, первая половина XIX в.
- Усадьба Нарышкиных: главный дом, церковь Вознесения, сторожка; с. Елпатьево, конец XVIII в. — середина XIX в.
- Церковь Рождества Богородицы, с. Ермово, 1764 г. — вторая половина XIX в.
- Дом жилой, с. Загорье, вторая половина XIX в.
- Усадьба Нарышкиных: церковь Благовещения, с. Загорье, 1800—1842.
- Церковь Николая Чудотворца, с. Копнино, 1815.
- Церковь Смоленской Богоматери, с. Лучинское (на Рыбинке), 1832.
- Дома церковного причта: дом священника, с. Малое Ильинское, конец XIX в.
- Церковь Ильи Пророка: храм, ограда с башнями, святые ворота, сторожка; с. Малое Ильинское, 1807—1879.
- Торговые ряды, с. Нагорье, вторая половина XIX в.
- Церковь Преображения, с. Нагорье, 1785—1787.
- Церковь Казанской Богоматери, с. Рахманово, 1802.
- Николо-Сольбинский монастырь: церковь Успения, странноприимный дом; м. Сольба; 1713, конец XIX в.
- Дом священника, с. Хмельники, конец XIX в.
- Колокольня церкви Воскресения, с. Хмельники, 1806.

### Места, связанные с известными людьми
Недалеко от села Елпатьево находится родовое поместье Нарышкиных. По преданию, именно здесь родилась Наталья Кирилловна Нарышкина — мать Петра I.
Нагорье было пожаловано адмиралу Спиридову, организатору морских побед России времён Екатерины II, за победу в Чесменском сражении, которой был положен конец турецкому господству в южных морях. В храме села Нагорье — усыпальница адмирала. В селе есть памятник ему.
В советское время на реке Кубре была построена плотина и устроено Кубринское водохранилище — излюбленное место рыбной ловли отдыхающих в доме отдыха ЦК КПСС в 1960-е годы. Здесь бывали партийные и государственный деятели, космонавты, актёры.
Недалеко от Нагорья находится бывшая дача ВВС, где длительное время проживал один из руководителей военно-воздушных сил страны Василий Сталин. Сегодня от дачи остались лишь отдельные строения, но они используются по своему первоначальному назначению.
В годы войны на территории поселения жил и работал писатель Михаил Пришвин.